# 1999-es rövid pályás úszó-világbajnokság
Az 1999-es rövid pályás úszó-világbajnokságot április 1. és április 4. között rendezték Hongkongban. A vb-n 40 versenyszámban avattak világbajnokot.

## Éremtáblázat
| Hely | Nemzet                  | Arany | Ezüst | Bronz | Összesen |
| 1.   | Ausztrália              | 9     | 11    | 7     | 27       |
| 2.   | Japán                   | 6     | 2     | 1     | 9        |
| 3.   | Egyesült Királyság      | 4     | 5     | 4     | 13       |
| 4.   | Svédország              | 4     | 4     | 3     | 11       |
| 5.   | Egyesült Államok        | 3     | 1     | 0     | 4        |
| 6.   | Szlovákia               | 3     | 0     | 0     | 3        |
| 7.   | Hollandia               | 2     | 3     | 5     | 10       |
| 8.   | Ukrajna                 | 2     | 1     | 1     | 4        |
| 9.   | Kuba                    | 2     | 0     | 0     | 2        |
| 10.  | Kína                    | 1     | 3     | 2     | 6        |
| 11.  | Németország             | 1     | 1     | 0     | 2        |
| 12.  | Oroszország             | 1     | 0     | 3     | 4        |
| 13.  | Dánia                   | 1     | 0     | 2     | 3        |
| 14.  | Finnország              | 1     | 0     | 0     | 1        |
| 15.  | Kanada                  | 0     | 3     | 5     | 8        |
| 16.  | Dél-afrikai Köztársaság | 0     | 3     | 0     | 3        |
| 17.  | Lengyelország           | 0     | 1     | 2     | 3        |
| 18.  | Olaszország             | 0     | 1     | 1     | 2        |
| 19.  | Argentína               | 0     | 1     | 0     | 1        |
| 20.  | Spanyolország           | 0     | 0     | 2     | 2        |
| 20.  | Svájc                   | 0     | 0     | 2     | 2        |
|      |                         |       |       |       |          |
|      | Összesen                | 40    | 40    | 40    | 120      |

## Eredmények
- WR – világrekord (World Record)
- CR – világbajnoki rekord (világbajnokságokon elért eddigi legjobb eredmény) (Championship Record)
- ER – Európa-rekord (európai versenyző által elért eddigi legjobb eredmény) (European Record)

### Férfi
| Versenyszám             | Arany                                                                                    | Arany      | Ezüst                                                                              | Ezüst      | Bronz                                                                         | Bronz    |
| ----------------------- | ---------------------------------------------------------------------------------------- | ---------- | ---------------------------------------------------------------------------------- | ---------- | ----------------------------------------------------------------------------- | -------- |
| 50 m-es gyorsúszás      | Mark Foster · Egyesült Királyság                                                         | 21,81      | José Meolans · Argentína                                                           | 21,84      | Mark Veens · Hollandia                                                        | 21,88    |
| 100 m-es gyorsúszás     | Lars Frölander · Svédország                                                              | 47,05      | Michael Klim · Ausztrália                                                          | 47,49      | Bartosz Kizierowski · Lengyelország                                           | 47,75    |
| 200 m-es gyorsúszás     | Ian Thorpe · Ausztrália                                                                  | 1:43,28 WR | Michael Klim · Ausztrália                                                          | 1:43,78    | Pieter van den Hoogenband · Hollandia                                         | 1:44,39  |
| 400 m-es gyorsúszás     | Grant Hackett · Ausztrália                                                               | 3:35,01 WR | Ian Thorpe · Ausztrália                                                            | 3:35,64    | Massimiliano Rosolino · Olaszország                                           | 3:42,81  |
| 1500 m-es gyorsúszás    | Grant Hackett · Ausztrália                                                               | 14:32,87   | Graeme Smith · Egyesült Királyság                                                  | 14:45,41   | Daniel Kowalski · Ausztrália                                                  | 14:51,44 |
|                         |                                                                                          |            |                                                                                    |            |                                                                               |          |
| 50 m-es hátúszás        | Rodolfo Falcón · Kuba                                                                    | 24,34      | Mariusz Siembida · Lengyelország                                                   | 24,41      | Matt Welsh · Ausztrália                                                       | 24,70    |
| 100 m-es hátúszás       | Rodolfo Falcón · Kuba                                                                    | 52,44      | Matt Welsh · Ausztrália                                                            | 52,45      | Mariusz Siembida · Lengyelország                                              | 53,27    |
| 200 m-es hátúszás       | Josh Watson · Ausztrália                                                                 | 1:54,67    | Mark Versfeld · Kanada                                                             | 1:55,42    | Sergey Ostapchuk · Oroszország                                                | 1:55,61  |
|                         |                                                                                          |            |                                                                                    |            |                                                                               |          |
| 50 m-es mellúszás       | Dmytri Kraevskyy · Ukrajna                                                               | 27,40      | Patrik Isaksson · Svédország                                                       | 27,57      | Remo Lütolf · Svájc                                                           | 27,59    |
| 100 m-es mellúszás      | Patrik Isaksson · Svédország                                                             | 59,69      | Domenico Fioravanti · Olaszország                                                  | 59,88      | Morgan Knabe · Kanada                                                         | 59,93    |
| 200 m-es mellúszás      | Phil Rogers · Ausztrália                                                                 | 2:08,72    | Ryan Mitchell · Ausztrália                                                         | 2:08,73    | Dmitri Komornikov · Oroszország                                               | 2:09,18  |
|                         |                                                                                          |            |                                                                                    |            |                                                                               |          |
| 50 m-es pillangóúszás   | Mark Foster · Egyesült Királyság                                                         | 23,61      | Qiang Zhang · Kína                                                                 | 23,87      | Joris Keizer · Hollandia                                                      | 23,96    |
| 100 m-es pillangóúszás  | Lars Frölander · Svédország                                                              | 51,45      | Michael Klim · Ausztrália                                                          | 51,56      | James Hickman · Egyesült Királyság                                            | 51,60    |
| 200 m-es pillangóúszás  | James Hickman · Egyesült Királyság                                                       | 1:52,71    | Takashi Yamamoto · Japán                                                           | 1:54,68    | Denys Sylantyev · Ukrajna                                                     | 1:55,41  |
|                         |                                                                                          |            |                                                                                    |            |                                                                               |          |
| 100 m-es vegyes úszás   | Jani Sievinen · Finnország                                                               | 54,18      | Matthew Dunn · Ausztrália                                                          | 54,77      | Jacob Andersen · Dánia                                                        | 55,05    |
| 200 m-es vegyes úszás   | Matthew Dunn · Ausztrália                                                                | 1:55,81    | James Hickman · Egyesült Királyság                                                 | 1:56,51    | Marcel Wouda · Hollandia                                                      | 1:58,63  |
| 400 m-es vegyes úszás   | Matthew Dunn · Ausztrália                                                                | 4:06,05    | Marcel Wouda · Hollandia                                                           | 4:09,29    | Frederik Hviid · Spanyolország                                                | 4:10,92  |
|                         |                                                                                          |            |                                                                                    |            |                                                                               |          |
| 4x100 m-es gyorsváltó   | Ausztrália · Chris Fydler · Todd Pearson · Ian Thorpe · Michael Klim                     | 3:11,21    | Hollandia · Mark Veens · Johan Kenkhuis · Marcel Wouda · Pieter van den Hoogenband | 3:11,57 ER | Svédország · Dan Lindström · Lars Frölander · Mattias Ohlin · Daniel Carlsson | 3:12,69  |
| 4x200 m-es gyorsváltó   | Hollandia · Pieter van den Hoogenband · Johan Kenkhuis · Martijn Zuijdweg · Marcel Wouda | 7:04,48 ER | Egyesült Királyság · Gavin Meadows · Sion Brinn · Paul Palmer · Edward Sinclair    | 7:07,20    | Kanada · Mark Johnston · Brian Johns · Rick Say · Yannick Lupien              | 7:08,02  |
| 4x100 m-es vegyes váltó | Ausztrália · Matt Welsh · Phil Rogers · Michael Klim · Chris Fydler                      | 3:29,88 WR | Svédország · Mattias Ohlin · Patrik Isaksson · Daniel Carlsson · Lars Frölander    | 3:30,32 ER | Egyesült Királyság · Neil Willey · Darren Mew · James Hickman · Sion Brinn    | 3:32,25  |

### Női
| Versenyszám             | Arany                                                                               | Arany      | Ezüst                                                                               | Ezüst   | Bronz                                                                             | Bronz      |
| ----------------------- | ----------------------------------------------------------------------------------- | ---------- | ----------------------------------------------------------------------------------- | ------- | --------------------------------------------------------------------------------- | ---------- |
| 50 m-es gyorsúszás      | Inge de Bruijn · Hollandia                                                          | 24,35 ER   | Jenny Thompson · Egyesült Államok                                                   | 24,57   | Alison Sheppard · Egyesült Királyság                                              | 24,97      |
| 100 m-es gyorsúszás     | Jenny Thompson · Egyesült Államok                                                   | 53,24      | Sandra Völker · Németország                                                         | 53,76   | Sue Rolph · Egyesült Királyság                                                    | 53,78      |
| 200 m-es gyorsúszás     | Martina Moravcová · Szlovákia                                                       | 1:56,11    | Caini Qin · Kína                                                                    | 1:57,26 | Josefin Lillhage · Svédország                                                     | 1:57,46    |
| 400 m-es gyorsúszás     | Nadezhda Chemezova · Oroszország                                                    | 4:05,23    | Caini Qin · Kína                                                                    | 4:06,34 | Joanne Malar · Kanada                                                             | 4:06,83    |
| 800 m-es gyorsúszás     | Hua Chen · Kína                                                                     | 8:20,13    | Rachel Harris · Ausztrália                                                          | 8:23,36 | Flavia Rigamonti · Svájc                                                          | 8:26,38    |
|                         |                                                                                     |            |                                                                                     |         |                                                                                   |            |
| 50 m-es hátúszás        | Sandra Völker · Németország                                                         | 27,63      | Mai Nakamura · Japán                                                                | 27,73   | Kellie McMillan · Ausztrália                                                      | 28,29      |
| 100 m-es hátúszás       | Mai Nakamura · Japán                                                                | 58,67      | Kelly Stefanyshyn · Kanada                                                          | 1:00,43 | Erin Gammel · Kanada                                                              | 1:00,49    |
| 200 m-es hátúszás       | Mai Nakamura · Japán                                                                | 2:06,49    | Helen Don-Duncan · Egyesült Királyság                                               | 2:08,18 | Kelly Stefanyshyn · Kanada                                                        | 2:09,51    |
|                         |                                                                                     |            |                                                                                     |         |                                                                                   |            |
| 50 m-es mellúszás       | Masami Tanaka · Japán                                                               | 30,80      | Penny Heyns · Dél-afrikai Köztársaság                                               | 30,88   | Xue Han · Kína                                                                    | 31,24      |
| 100 m-es mellúszás      | Masami Tanaka · Japán                                                               | 1:06,38    | Penny Heyns · Dél-afrikai Köztársaság                                               | 1:06,47 | Samantha Riley · Ausztrália                                                       | 1:07,50    |
| 200 m-es mellúszás      | Masami Tanaka · Japán                                                               | 2:20,22 WR | Penny Heyns · Dél-afrikai Köztársaság                                               | 2:24,27 | Qi Hui · Kína                                                                     | 2:25,05    |
|                         |                                                                                     |            |                                                                                     |         |                                                                                   |            |
| 50 m-es pillangóúszás   | Jenny Thompson · Egyesült Államok                                                   | 26,18      | Anna-Karin Kammerling · Svédország                                                  | 26,21   | Inge de Bruijn · Hollandia                                                        | 26,41      |
| 100 m-es pillangóúszás  | Jenny Thompson · Egyesült Államok                                                   | 57,65      | Johanna Sjöberg · Svédország                                                        | 57,74   | Ayari Aoyama · Japán                                                              | 58,29      |
| 200 m-es pillangóúszás  | Mette Jacobsen · Dánia                                                              | 2:06,52 ER | Petria Thomas · Ausztrália                                                          | 2:06,53 | Sophia Skou · Dánia                                                               | 2:08,29    |
|                         |                                                                                     |            |                                                                                     |         |                                                                                   |            |
| 100 m-es vegyes úszás   | Martina Moravcová · Szlovákia                                                       | 1:00,20 ER | Lori Munz · Ausztrália                                                              | 1:01,40 | Oxana Verevka · Oroszország                                                       | 1:01,55    |
| 200 m-es vegyes úszás   | Martina Moravcová · Szlovákia                                                       | 2:08,55 ER | Jana Klocskova · Ukrajna                                                            | 2:10,67 | Lori Munz · Ausztrália                                                            | 2:11,48    |
| 400 m-es vegyes úszás   | Jana Klocskova · Ukrajna                                                            | 4:32,32    | Joanne Malar · Kanada                                                               | 4:34,90 | Lourdes Becerra · Spanyolország                                                   | 4:38,44    |
|                         |                                                                                     |            |                                                                                     |         |                                                                                   |            |
| 4x100 m-es gyorsváltó   | Egyesült Királyság · Alison Sheppard · Claire Huddart · Karen Pickering · Sue Rolph | 3:36,88    | Hollandia · Thamar Henneken · Wilma van Hofwegen · Chantal Groot · Inge de Bruijn   | 3:39,40 | Ausztrália · Lori Munz · Rebecca Creedy · Melanie Dodd · Sarah Ryan               | 3:39,82    |
| 4x200 m-es gyorsváltó   | Svédország · Josefin Lillhage · Louise Jöhncke · Johanna Sjöberg · Malin Svahnström | 7:51,70 WR | Egyesült Királyság · Claire Huddart · Karen Legg · Nicola Jackson · Karen Pickering | 7:53,98 | Ausztrália · Lori Munz · Jacinta van Lint · Rebecca Creedy · Giaan Rooney         | 7:55,81    |
| 4x100 m-es vegyes váltó | Japán · Mai Nakamura · Masami Tanaka · Ayari Aoyama · Sumika Minamoto               | 3:57,62 WR | Ausztrália · Giaan Rooney · Samantha Riley · Petria Thomas · Lori Munz              | 4:00,37 | Svédország · Therese Alshammar · Maria Östling · Johanna Sjöberg · Louise Jöhncke | 4:00,84 ER |